# Shazam (mago)
El mago Shazam (ʃəzæm) es un personaje ficticio, un hechicero que aparece en los cómics estadounidenses publicados por DC Comics. No debe confundirse con su campeón Shazam / Capitán Marvel, el primero otorga poderes al segundo como se detalla en Whiz Comics de la década de 1940.
Originalmente, Shazam era un poderoso mago cuyo nombre original era Jebediah. Se originó en Canaán y se le otorgaron los poderes de los dioses sobre la base de una representación ficticia de la religión cananea. Conocido simplemente como El Campeón, protegió al mundo como uno de los primeros héroes de la Tierra y fue el Guardián de la Roca de la Eternidad hasta que envejeció y comenzó a buscar un sucesor. Eligiendo originalmente a Teth-Adam nacido en Egipto como sucesor, Shazam llegó a arrepentirse de su decisión. Teth-Adam se corrompió por su poder y Shazam lo desterró, rebautizándolo como Black Adam. Eventualmente, Shazam eligió a su sucesor en Billy Batson y comenzó a guiar al joven que se convirtió en la piedra angular de la familia Shazam/Marvel.
En 2012, DC cambió oficialmente el nombre del Capitán Marvel a "Shazam", y los personajes ahora comparten el nombre. Una nueva versión del asistente se ve en el Nuevo 52, adoptando un diseño y origen diferente. Solo conocido como El Mago, era un hechicero nativo de Kahndaq que escapó de la brutalidad de su país y fue miembro del Consejo de la Eternidad, un grupo de magos que controlaban la magia de la Roca de la Eternidad. Eligió a un joven llamado Aman, quien se convirtió en su campeón. Aman compartió su poder con su tío, quien luego asesinó a Aman para robarle su poder y mató a la mayor parte del Consejo. Derrotándolo, el Mago lo bautizó Black Adam y lo desterró por miles de años. Más tarde, durante DC Rebirth, el personaje del mago recibió un nuevo origen, un dios de la tormenta de origen Kunwinjku que más tarde se encontró en la Roca de la Eternidad y se le ofreció un asiento en el Consejo de la Eternidad, adoptando el título de "Mago" y el nombre de "Shazam".
El mago Shazam ha aparecido en numerosas series de cómics de DC y en varios medios, incluida la televisión y el Universo extendido de DC. Djimon Hounsou interpretó al antiguo mago Shazam en la película teatral de 2019, un cameo en Black Adam (2022) y regresará en la secuela Shazam! Fury of the Gods que se lanzará en 2023.

## Historial de publicaciones
Creado por Bill Parker y C. C. Beck para Fawcett Comics, es un mago antiguo (Whiz Comics #2 le da una edad de 3.000 años) que le da al joven Billy Batson el poder de transformarse en el superhéroe Capitán Maravilla (Shazam). Posteriormente DC Comics anunció las aventuras del Capitán Maravilla bajo el título Shazam! desde 1973.
En 2012, DC cambió oficialmente el nombre del Capitán Maravilla a "Shazam", para resolver conflictos de marcas comerciales con el personaje de Marvel Comics del mismo nombre. Tanto el mago como su campeón o paladín compartieron el nombre de "Shazam" en las historias de historietas publicadas desde entonces hasta la fecha, el Mago que más tarde reveló "Shazam" es un nombre adoptado, su nombre original es Mamaragan.

## Biografía del personaje

### Creando al Capitán Maravilla/Shazam
Shazam le informa a Billy que él es un antiguo mago egipcio que ha estado usando sus poderes durante muchos siglos para luchar contra las fuerzas del mal, pero que ahora es viejo y no le queda mucho tiempo para este mundo. Por lo tanto, le pasa parte de su poder a Billy, quien grita su nombre: "¡SHAZAM!" - para transformarse en el Capitán Maravilla/Shazam. Aunque Shazam es asesinado, según lo profetizado, por un gigantesco bloque de granito que cae sobre él, Billy/Capitán Maravilla/Shazam puede invocar al fantasma del mago Shazam para que lo guíe encendiendo un brasero especial en la guarida de Shazam (la Roca de la Eternidad). Más superhéroes pronto se unieron a Shazam para continuar con su legado, incluyendo a los miembros de la familia Shazam Mary Marvel y el Capitán Marvel Jr.. Shazam cuenta que en una ocasión, 5.000 años atrás, le dio poderes a Adán Negro, quien murió mientras regresaba a su yo regular. Murió debido su avanzada edad.

### Origen
Cuando Billy lo encuentra por primera vez, Shazam le dice a Billy que su nombre es un acrónimo de seis héroes antiguos. Cada letra le otorga ciertos atributos:
S La sabiduría de Salomón;
H La fuerza de Hércules;
A La resistencia de Atlas;
Z El poder de Zeus;
A El coraje de Aquiles;
M La velocidad de Mercurio.
Originalmente, el nombre del mago era Shazamo, la última letra representando al héroe de la magia, Oggar. Sin embargo, Oggar se corrompió e intentó tomar el poder de Shazamo. El mago derrotó a Oggar y lo maldijo para vivir en el mundo de los mortales. Le dieron pezuñas hendidas como señal de su maldad interior, y pudo lanzar cada hechizo mágico solo una vez. Shazamo luego dejó caer la última letra de su nombre.
En una historia escrita por E. Nelson Bridwell para World's Finest Comics  262 (abril/mayo de 1980), los orígenes de Shazam se exploran aún más. Esto le dio una historia de fondo en la que era un joven pastor que se convierte en el Campeón, uno de los primeros superhéroes del mundo en la antigua Canaan (ciudad bíblica), hace más de 5.000 años. Al decir la palabra mágica "VLAREM!" (un anagrama de "Marvel"), él ganó el poder de los siguientes dioses ficticios:
| M | por la resistencia de Marzosh | Usando la resistencia de Marzosh, el Campeón puede resistir y sobrevivir a la mayoría de los tipos de ataques físicos extremos. Además, no necesita comer, dormir o respirar y puede sobrevivir sin ayuda en el espacio cuando está en su forma de Campeón.                                                                 |
| A | por la velocidad de Arel      | Al canalizar la velocidad de Arel, el Campeón puede volar y moverse a velocidades ilimitadas. |
| R | por el poder de Ribalvei      | El poder de Ribalvei, además de alimentar el rayo mágico que transformó al Campeón, también mejora las otras habilidades físicas y mentales del Campeón, proporciona invulnerabilidad física y otorga resistencia mágica contra la mayoría de los hechizos y ataques mágicos, además de permitir el viaje interdimensional. |
| V | por la fuerza de Voldar       | El campeón tiene cantidades increíbles de súper fuerza, y es capaz de doblar fácilmente acero, perforar paredes y levantar objetos masivos. |
| E | por el valor de Elbiam        | Al igual que la sabiduría, este aspecto es principalmente psicológico y le da al Campeón cantidades sobrehumanas de fuerza interior sobre las cuales actuar. También lo hace muy resistente al control mental. |
| L | por la sabiduría de Lumian    | Como campeón, Shazam tiene acceso instantáneo a una gran cantidad de conocimientos académicos, puede entender todos los idiomas. |

En un momento dado, el Campeón es seducido por una diablesa disfrazada de una mujer hermosa, y los dos conciben dos descendientes medio demoníacos, Blaze y Satanus, para gran disgusto de los dioses. El Campeón más tarde crea la Roca de la Eternidad a partir de dos grandes formaciones rocosas, una del Cielo y otra del Infierno, para sostener las Tres Caras del Mal, un demonio dragón, cautivo. Shazam atrapó a los demonios de los Siete Pecados Capitales en estatuas de ellos mismos y los encarceló en la Roca de la Eternidad.
Muchos siglos después, el campeón, ahora con el nombre de "Shazam", siente la necesidad de transmitir sus poderes a un sucesor. Él selecciona al hijo del faraón, Teth-Adam, para recibir el poder de convertirse en el Poderoso Adán superpoblado al hablar la palabra "¡SHAZAM!". Sin embargo, Blaze interfiere con esta sucesión y Adán recibe poderes de las siguientes deidades en su lugar:
S La resistencia de Shu;
H La velocidad de Horus;
A La fuerza de Amón;
Z La sabiduría de Zehuti;
A El poder de Atón;
M El coraje de Mehen.
Como hizo su madre, la hija de Shazam, Blaze, adopta la forma de una mujer hermosa y seduce a Adán, convenciéndolo de que mate al faraón y se haga cargo del reino. Shazam enojado saca los poderes de Adán de él y lo convierte en un gran escarabajo enjoyado, matando así a Adán a medida que envejece hasta la muerte. Shazam luego sella sus restos y el amuleto en una tumba. Una reencarnación malvada de Teth-Adam llamada Theo Adam robaría el escarabajo muchos siglos después, y usaría el poder de Shazam para convertirse en Adán Negro. Shazam estaba molesto por esto, y no consideró pasar sus poderes por milenios.
El mago resurge como ayudante en la Expedición Malcolm de 1940, una de las muchas expediciones arqueológicas a las tumbas y pirámides del Antiguo Egipto. Los sarcófagos de Ibis el Invencible y su compañera la Princesa Taia son descubiertos y traídos a los Estados Unidos. Shazam sigue los sarcófagos y, una vez que se exhiben en el Museo de Fawcett City, utiliza hechizos antiguos para resucitar a Ibis. Ibis se une a Bulletman, Spy Smasher, Minute-Man y otros para luchar contra el mal durante la era de la Segunda Guerra Mundial.
En 1955, un matón golpea a Shazam en la cabeza con una palanca y hace que pierda la memoria. Shazam desorientado deambula por Fawcett durante los próximos cuarenta años hasta Clarence Charles Batson, un joven que Shazam conoció en la expedición Malcolm, reconoce al anciano y lo lleva al museo para restaurar su memoria. Shazam siente que realmente ha encontrado a su sucesor en el Batson de pie, pero antes de que pueda actuar en consecuencia, un Theo Adam poseído asesina a Batson y su esposa Marilyn por el amuleto mágico. Por lo tanto, decide reclutar al hijo pequeño de Batson, Billy, como el sucesor de su poder. En la serie de la Familia Marvel, se le mostró en algunos de los primeros números grabando las aventuras de la Familia Marvel en la Roca de la Eternidad.

### Día de la venganza
En la historia de Superman (volumen 2), Shazam llama al Espectro para liberar a Superman del control del demonio Eclipso. Esta acción rompe un pacto entre Eclipso y el Espectro, y establece a Eclipso permanentemente en desacuerdo con el mago. Poseyendo el cuerpo de Jean Loring, la exmujer de Átomo, Eclipso corrompe al confundido Espectro para unir fuerzas con ella, y comienza una guerra contra todos los seres de poder mágico en el Universo DC.
Debido a su acción anterior, Shazam es uno de los principales objetivos del dúo. Shazam recluta al Capitán Maravilla para mantener a raya al Espectro, mientras que el mago reúne todo su poder para combatirlo. Con la ayuda del Shadowpact recién formado, una banda de héroes basados en la magia, el Capitán Marvel lucha contra el Espectro casi paralizado, pero el Espectro se escapa y se dirige a la Roca de la Eternidad para enfrentarse a Shazam directamente. Mientras Shazam se prepara para su pelea con el Espectro, se enfrenta a Mordru, que acaba de escapar de la Roca de la Eternidad. Mordru y el mago pelean por un corto tiempo mientras el Espectro comienza a acercarse, a pesar de haber sido retrasado luchando contra el Capitán Marvel. Mordru, más preocupado por escapar y mantenerse fuera del camino del Espectro, deja a un Shazam ligeramente herido y cansado para luchar contra el Espectro, que ya es más poderoso que él a pleno poder. El Espectro domina al mago, absorbe su magia y lo mata. Como resultado, la Roca de la Eternidad se desintegra por encima de Ciudad Gótica en "mil millones de pedazos" y explota, liberando a los Siete Pecados Capciosos junto con muchos otros demonios y enviando a un Billy Batson sin poderes a caer a la ciudad.
En Crisis infinita, Billy descubre que todavía puede transformarse en el Capitán Maravilla antes de golpear el suelo diciendo el nombre del mago como de costumbre. También se revela que todo el asunto fue orquestado por Alexander Luthor Jr. y el Psico-Pirata para reducir la magia a su forma cruda, la muerte de Shazam convirtiendo su nombre en una atadura por el resto de la magia cruda que Alexander podría aprovechar para alimentar su poder. Al adquirir a uno de los campeones de Shazam, eventualmente 'alistó' a Adán Negro para ese propósito después de no poder capturar a ninguno de los otros Marvels.
En Day of Vengeance: Infinite Crisis Special, el Shadowpact se une con la mayoría de los personajes mágicos supervivientes del Universo DC para reconstruir la Roca de la Eternidad y volver a sellar los Siete pecados capitales. La pieza final de la reconstrucción, es revelada como Zatanna, que es la nueva maga en ser designado para proteger la Roca. Billy, como el único candidato real, es elegido para suceder a Shazam como el nuevo cuidador de la Roca.
En la serie del cómic 52, se revela que el Capitán Maravilla tiene su sede actual en la Roca de la Eternidad, actuando en lugar de Shazam. Ya ha encarcelado a los Sins nuevamente, aunque afirma que causan problemas en la luna llena.

### Los ensayos de Shazam!
Un año después de los eventos de Crisis infinita, The Trials of Shazam! La miniserie presenta al Capitán Maravilla, ahora con un traje blanco y cabello largo y blanco, asumiendo el papel del mago Shazam bajo el nombre de Marvel, mientras que un impotente Freddy Freeman intenta demostrar que es digno de asumir los poderes de Shazam. Mary perdió sus poderes un año después de la muerte de Shazam y cayó desde una gran altura, colocándola en coma. Más tarde se despierta y acepta el poder de Adán Negro.
También en los ensayos es Sabina, con la ayuda de El Consejo de Merlín, logra ganar varios de los poderes de Shazam antes de que Freeman pueda, incluyendo la mitad del poder de curación de Apolo, que toma el lugar de Atlas después de que Sabina mata al Titán usando la daga de tres puntos. Freddy está brevemente atrapado bajo la carga de Atlas, pero Marvel lo libera, recordándole que solo puede estar ausente durante 24 horas a la vez. En el final de la serie, Sabina y el Consejo de Merlín buscan audiencia con Merlín y lo convencen de ayudarlos en un asalto a la ciudad de Nueva York que desequilibraría el mundo mágico. Merlín abre un portal a través del cual aparecen varios demonios y comienzan a convertir a los humanos a sus filas, con la intención de que si se toman un millón de almas, Zeus se verá obligado a darle su poder a Sabina, ya que Merlín tendrá un punto de apoyo en la Tierra. La Liga de la Justicia llega para unirse a la pelea y Freddy lucha contra la misma Sabina, pero aparentemente es vencida. Sin embargo, durante la pelea, Freddy Freeman prueba que está dispuesto a sacrificarse al tratar de obligar a Sabina y a sí mismo a regresar a través del portal del que emergieron los demonios; un acto que pondría fin al asalto, destruiría los poderes de Shazam y los mataría a ambos. Al presenciar la voluntad de Freddy de morir para recuperar el equilibrio mágico, Zeus, que se había disfrazado durante toda la serie como amigo de Freddy, Zareb Babak, un nigromante retirado, se revela a sí mismo e informa a Freddy que es el más digno, otorgándole todo el poder de Shazam. Freddy dice la palabra en voz alta y los rayos caen, transformándolo en Shazam. Sabina es forzada a pasar por el portal y muere, y los demonios desaparecen o vuelven a ser humanos.
En esta nueva encarnación, Shazam se parece esencialmente al Capitán Marvel original, solo que con el pelo largo de Freeman.

### Regreso
Algún tiempo después del nombramiento de Shazam, Adán Negro y su novia Isis, junto con la corrompida Mary Marvel, arrebatan el control de la Roca de la Eternidad de Marvel, convirtiéndolo de nuevo en Billy Batson al mismo tiempo. El espíritu del padre de Billy y Mary recluta a Jay Garrick para ir a una misión al dominio del inframundo llamado Rock of Finality, donde el espíritu de Shazam, sellado en piedra, reside desde que fue asesinado por El Espectro. Jay lleva a Shazam a la Tierra, donde Adán Negro está convencido de devolverle sus poderes para restaurar a Shazam, de modo que la enormemente corrupta Isis se pueda salvar ya que está planeando eliminar a la humanidad. El mago restaurado quita los poderes de Isis y las Maravillas, y convierte a Teth-Adam y Adrianna en piedra. Shazam les dice a Billy y a Mary que le fallaron y que su acceso a su poder se interrumpe. Él también devuelve Stargirl a la Tierra como su último favor para ellos. Shazam también menciona a Freddy, afirmando que su magia proviene de otro lado, y que él también será tratado cuando Shazam cierre la Roca de la Eternidad para ir a tratar con Freddy.

### Los nuevos 52
Si bien no fue parte de la primera ola del relanzamiento de la línea Los nuevos 52 de 2011, se anunció en el "New York Comic Con" el 15 de octubre de 2011 que Billy Batson aparecería en una historia de respaldo, "The Curse of Shazam!" comenzando en Justice League #7 en marzo de 2012. Fue confirmado por Geoff Johns, director creativo de DC Comics y autor de la historia, que el alter ego de Billy Batson se llamaría "Shazam" en lugar de "Captain Marvel" a partir de ahora. En DC, la oferta gratuita del Día del cómic de 2012 llamada The New 52 FCBD Special #1, se reveló que siete magos que representaban siete mitologías diferentes ocuparon la Roca de la Eternidad al comienzo de los tiempos en The New 52. Aprovecharon el poder de la magia para lanzar una "Trinidad del Pecado", que actuó como un precursor del evento crossover de la Guerra de la Trinidad de 2013. Una versión más joven del Mago es parte de este grupo de magos.
En esta versión, el Mago se representa como un nativo del reino de Medio Oriente de Kahndaq. El Mago fue el último de un consejo de seres que controlaron la magia de la fortaleza conocida como la Roca de la Eternidad. Una de sus primeras acciones fue castigar y sentenciar a los mayores transgresores de la Tierra. Así que convocaron a Phantom Stranger, Pandora y Pregunta a la Roca de la Eternidad y evocaron los diferentes castigos sobre ellos. En algún momento de la historia del Consejo de los Magos, Adán Negro mató a la mayoría de los miembros del consejo, excepto el Mago. Muchos años después, el Mago apareció ante Pandora. Él es muy débil y le dice que acaba de darle su poder a un nuevo campeón de magia que tomará su lugar en el Consejo ahora destruido. El Mago dice que ha venido a decirle a Pandora que él y el concilio se equivocaron al castigarla. Él dice que los otros dos miembros de la Trinidad merecían su castigo, pero ella era solo una chica curiosa y él le pide perdón. Luego le dice que ya no puede abrir la caja y que lo que se ha liberado no se puede volver a colocar. Pero todavía había poder dentro de la caja y se necesitaría el más fuerte de corazón o el más oscuro para abrirlo. Entonces la visión desaparece antes de que Pandora pueda descubrir quién podría ser esa persona. Cuando el Doctor Sivana abre la tumba de Adán Negro y lo libera, el Mago comienza secuestrando personas una a una por medio de la magia y llevándolas a la Roca de la Eternidad para evaluar el trabajo de heredar sus poderes y despedir a cada uno de ellos por no ser puros de corazón. El Mago luego convoca a Billy a la Roca de la Eternidad como su último candidato, pero al conocerlo ve cuán podrido es un niño y que le equivoco equivoco lo rechaza también hasta que Billy argumenta que las personas perfectamente que se se buenas "realmente no existen" y que el Mago puede nunca encuentres lo que está buscando. Al estar de acuerdo con Billy y consciente de que se está muriendo, el Mago ve que Billy tiene el potencial de ser bueno y le transmite sus poderes al niño al pedirle que pronuncie la palabra mágica "Shazam" con "buenas intenciones" simplemente diciendo la palabra no tiene efecto. Después de decir la palabra mágica, Billy es golpeado por un rayo que lo transforma en Shazam, un ser superpoderoso que posee súper fuerza y vuelo. El Mago luego muere y transporta a Shazam de regreso a la Tierra.
Cuando se cortan los poderes de Billy Batson a los dioses originales del rayo mágico, el espíritu del Mago organiza nuevos dioses para empoderar a Billy. El Mago le revela a Billy que él mismo es uno de estos dioses, el Mago es solo un nombre que él adquirió, y que su verdadero nombre es Mamaragan.

## Poderes y habilidades
Shazam tiene muchos poderes y habilidades sobrehumanas como resultado de sus habilidades mágicas y poderes a él otorgados como representante de los diversos dioses. El Mago le da dichos poderes a ciertos representantes de esos dioses como su campeón o paladín, como en los casos de Adán Negro y Billy Batson.
Como Guardián de la Roca de la Eternidad, es uno con la Roca, ya que es parte de él. Él canaliza las energías de la Onda de Dios primordial y los Señores de la Magia griegos a través de la Roca de la Eternidad. Como tal, se le infunde el deber de mantener el equilibrio entre el poder y la magia del reino de la tierra. Como guardián de la Roca de la Eternidad, también mantiene a raya a las fuerzas oscuras. Debido a estar ligado a la Roca de la Eternidad, el espíritu de Shazam puede abandonar la Roca de la Eternidad por cortos períodos de tiempo. Debe notarse que Shazam se debilita cuanto más se aleja de él.
Antes de la Crisis, una vez afirmó obtener sus poderes de su manto mágico que lo protegía del mal daño y habilitaba otros poderes. Cuando se eliminó, perdió sus poderes y se convirtió en un anciano, aunque no parece funcionar para otros; cuando Sivana se lo puso, no estaba protegido del Capitán Marvel, ya que solo protege al usuario del daño maligno. En otras historias, se lo muestra como más débil, siendo capturado incluso mientras lleva puesto el manto, y una vez se muestra que el brasero que se enciende lo invocará aunque no esté en la Roca de la Eternidad. También poseía un dispositivo con el que podía observar el pasado, el presente y el futuro, y podía arrojar rayos de la Roca, que transformaban las Maravillas. En otra historia, se afirma que los poderes de Shazam provienen de un brazalete de Shazamium que le permite a él y a cualquiera que lo use volverse etéreo y viajar de ida y vuelta desde la Roca de la Eternidad. Si Shazam lo tiene apagado durante 24 horas, él muere.

## Otras versiones

### La llegada del Reino
En la realidad del La llegada del Reino, Shazam es miembro de La Quintaesencia, un grupo de cinco seres cósmicos que vigilan los eventos que tienen lugar en el universo sin mucha influencia directa sobre él. Durante la crisis meta-humana, Shazam suplicó a sus colegas la comprensión de la corrupción de Billy Batson a manos de Lex Luthor.
Shazam y sus otros tres miembros más tarde enviaron al Phantom Stranger para dar un sanador de fe llamado William, cuya fe en Superman siendo una deidad se hizo añicos cuando su ídolo confesó que el desastre en Kansas era su culpa y no su intención, un rollo de siete sellos . El rollo le daría al hombre el poder de cambiar los eventos para que el desastre de Kansas no suceda. Sin embargo, el Phantom Stranger descubre que los otros cuatro miembros de la Quintaesencia estaban planeando usar a William, ahora transformado en Gog, como su agente para hacer que el incidente de Kansas ocurra años antes para sus propios fines y propósitos. Shazam esperaba que Billy Batson se salvaría del destino que le había sucedido. Esto requirió que el Phantom Stranger buscara la ayuda de su propio agente, Rip Hunter el de Linear Men, para detener el plan de Gog.

### Flashpoint
En realidad de Flashpoint, el poder de los seis Ancianos se divide entre seis niños que dicen Shazam juntos para transformarse en el Capitán Trueno, similar al Teniente Marvels. Dicen haber subido al vagón del metro hasta la guarida de Shazam.

### Aventuras del Thunderworld: El Capitán Marvel y el día que nunca existió! (Tierra-5)
En la historia The Multiversity: Thunderworld Adventures #1 (febrero de 2015) El mago Shazam es el guardián mágico de la Roca de la Eternidad y se sienta como uno de los seres más poderosos del universo. Un día, el doctor Sivana creó una versión tecnológica de la Roca de la Eternidad para atacar y cosechar la fortaleza mística. Shazam convocó a su campeón, pero no antes de que robaran su bastón y robaran su casa. Mientras que los robots de Sivana minaban la roca, Shazam se debilitaba mientras la fuerza de Sivana crecía. Sin embargo, el Capitán Marvel finalmente llegó al centro de la nave y luchó contra el Dr. Sivana que se había transformado en Black Sivana hasta que el día terminó. El día siguiente significó el final de la victoria de Sivana y tanto el Capitán Marvel como Shazam recuperaron toda su fuerza y estatura. Shazam retomó su asiento en el trono y el Capitán Marvel regresó a la ciudad de Fawcett.

## En otros medios

### Televisión
- Shazam aparece en la serie animada The Kid Super Power Hour con Shazam! con la voz de Alan Oppenheimer.
- Shazam aparece en el episodio de Batman: The Brave and the Bold "The Power of Shazam", con la voz de Jim Piddock. El Doctor Sivana saca a Adán Negro de su exilio en un plan para robar los poderes de Shazam. Batman y Billy Batson visitan su santuario para obtener respuestas sobre Black Marvel. Shazam revela su historia con él y Black Marvel y cómo lo desterró a la estrella más lejana. En ese momento, Adán Negro y la familia Sivana llegaron para que Adán Negro se vengue, donde el Doctor Sivana le revela a Adán Negro que Shazam reside en la Roca de la Eternidad. Al enfrentar a Shazam en la Roca de la Eternidad, Adán Negro terminó peleando con Shazam mientras el Doctor Sivana se sienta en el trono de Shazam cruzando a Adán Negro. Después de que el Doctor Sivana es derrotado, Adán Negro desaparece con Shazam por temor a su regreso.
- Shazam (conocido como "El Mago") aparece en el episodio de Justice League Action "Classic Rock", con la voz de Carl Reiner.[29] Esta versión se muestra aún vivo. Se lo ve por primera vez cuando su antiguo alumno Adán Negro irrumpe en la Roca de la Eternidad. El Mago convoca a Billy Batson para que Shazam pueda luchar contra él. Cuando Billy Batson cita a Shazam, Adán Negro usa una esfera especial para interceptar los poderes antes de capturar a Billy, liberar a los hermanos Djinn y expulsar al mago. Mientras patrulla en Ciudad Gótica, Batman se encuentra con el Mago luchando contra algunas criaturas enviadas por Adán Negro y lo ayuda. El mago a regañadientes le pide a Batman que lo ayude a llegar a la Roca de la Eternidad para liberar a Billy Batson. Mientras Batman pelea contra Adán Negro, el Mago le dice a Billy Batson que se concentre lo suficiente para que el orbe se rompa lo suficiente como para que Billy se convierta en Shazam. Una vez que eso es exitoso, Billy Batson se convierte en Shazam para ayudar a luchar contra Adán Negro mientras el Mago recupera sus poderes. Una vez que Adán Negro es derrotado, el Mago usa su magia para enviar a Adán Negro a los confines más lejanos de la galaxia.

### Películas

#### Animación
- Shazam aparece en un cortometraje animado titulado Superman/Shazam!: The Return of Black Adam (publicado en la colección de DVD de la DC Showcase Original Shorts Collection como parte de las películas del DC Universe Animated Original Movies) con la leyenda de la pantalla nominada al Premio de la Academia James Garner voz de Shazam.[30][31] Cuando Billy Batson se abre paso en la guarida de Shazam, Shazam le cuenta al chico que él es el próximo Elegido. Él explica que Adán Negro había sido el campeón que había elegido hace 5000 años, pero Teth-Adam había usado su poder para obtener beneficios personales y había corrompido el regalo. Luego fue desterrado a la estrella más lejana en el cielo, y ahora Adán Negro ha regresado en busca de venganza. Shazam luego causa una cueva, diciéndole que desea reparar el error de crear Adán Negro. Él le dice a Billy que si lo necesita, solo tiene que decir el nombre del Mago.
- Shazam aparece en Lego DC Super Hero Girls: Super-Villain High, con la voz de Khary Payton.
- Shazam aparece en Lego DC Batman: Family Matters, con la voz de Ralph Garman. Se escucha su voz incorpórea donde le da información a Billy Batson sobre cómo desarmar una bomba. A mitad de los créditos, se escucha nuevamente la voz de Shazam diciéndole a Billy que aborde el tren para el viaje de su vida que Billy acepta hacer.
- Shazam hará su aparición completa en Lego DC: Shazam!: Magic and Monsters

#### Acción en vivo
- Shazam aparece en la serie de cine estadounidense de 12 capítulos en blanco y negro de 1941, "Adventures of Captain Marvel" interpretado por Nigel De Brulier.
- Shazam aparece en las películas ambientadas en el Universo Extendido de DC (DCEU), interpretado por Djimon Hounsou.
  - Aparece en la película de 2019 Shazam!. Originalmente, Ron Cephas Jones iba a interpretar al personaje y tuvo que renunciar debido a conflictos de horarios.[32] Se dice que la adaptación cinematográfica se inspira en las versiones de cómics The New 52 y pre-Flashpoint y hubo una referencia a un campeón anterior que fue pícaro. Se ve por primera vez al mago cuando convoca a un Thaddeus Sivana más joven a la Roca de la Eternidad en su búsqueda para encontrar un sucesor, ya que se está haciendo demasiado viejo. Shazam lo rechaza cuando los Siete Enemigos Mortales del Hombre lo tientan a tocar el ojo del pecado. Años más tarde el Doctor Sivana, investigando las diferentes experiencias de la gente con Shazam, usó sus notas para abrir un portal a la Roca de la Eternidad. Al liberar a los Siete Enemigos Mortales del Hombre, el Doctor Sivana es poseído por ellos mientras derrota a Shazam. Billy es luego convocado a la Roca de la Eternidad y se encuentra con Shazam. Cuando Billy se aferra al bastón de Shazam y cita a "Shazam", se transforma en un superhéroe adulto mientras Shazam se desmorona disolviéndose en polvo.
  - Shazam hizo un cameo en Black Adam (2022), con Hounsou retomando su papel.[33] Él y el Consejo de Magos fueron responsables de empoderar a Hurut para que fuera el campeón de Kahndaq hasta que los asesinos del rey Ak-Ton lo mataron mientras revivía a su padre Teth-Adam con su poder. Shazam fue el único sobreviviente del Consejo de Magos después de que Teth-Adam los atacara con rabia cuando lo consideraron indigno de su poder luego de la masacre del Rey Ak-Ton y sus seguidores. El encarceló a Teth-Adam dentro de lo que se convertiría en la tumba tanto para Adam como para la Corona de Sabbac.
  - Shazam aparece en Shazam! Fury of the Gods (2023).[34] En la película, el Mago Shazam aparece vivo y encarcelado en el Reino de los Dioses de las Hijas de Atlas, Hespera y Calipso, quienes recuperan su bastón destruido en el Museo de la Acrópolis y recuperan sus poderes nuevamente, obligándolo a volver a forjar el bastón roto. Luego, el Mago entra en el sueño de Billy para advertirle sobre las Hijas de Atlas, después al saber que el rompió el bastón e hizo que se eliminara la barrera entre el Reino de los Dioses hasta su mundo. Más tarde, el Mago conoce a Freddy Freeman, quien también es un prisionero, y los dos escapan con la ayuda de la tercera hija de Atlas, Anthea, y se reúnen con Billy y la Familia Shazam. Después de escapar y los hermanos de Billy (excepto él) perdiendo sus poderes ante Calipso, el Mago le dice que eligió a Billy por su desinterés y preocupación por su familia y que debe aceptarse a sí mismo como un verdadero héroe.  Más tarde, ante el ataque de monstruos en la ciudad, el Mago ayuda a los niños a montar unicornios para ahuyentarlos. Después de que Calipso y sus monstruos fueran derrotados por la Familia Shazam y Billy, quien también sacrificó su vida, fue llevado al Reino de Dios para asistir a su funeral con el bastón sin poderes. Después de que Wonder Woman aparece y restaura el poder del bastón con su poder residual de Zeus, este acto revivió tanto a Billy como a los poderes que una vez se perdieron en el Reino de Dios, incluida Anthea. El Mago le da el bastón a Billy y lo usa para restaurar los poderes de sus hermanos. Al final, el Mago, ahora vestido elegantemente, visita a la familia de Billy y Anthea, reclamando el bastón y se va a viajar por el mundo, no sin antes bautizar el nombre de superhéroe de Billy como "Shazam".

### Videojuegos
- Shazam aparece en el videojuego Mortal Kombat vs. DC Universe con la voz de Joe J. Thomas. Después de que el Capitán Marvel se defendió de Raiden, aparece la presencia de Shazam y le dice que Dark Kahn está detrás de la crisis mundial de fusión y que la esencia de Darkseid se ha fusionado con la magia maligna del otro mundo. Shazam luego le dice al Capitán Marvel que ayude a derrotar a Dark Kahn reuniendo un "ejército de ambos, oscuro y liviano" para luchar contra él antes de que la fusión mundial sea lo suficientemente completa como para que la Rabia Kombat consuma a todos los seres vivientes en ambos mundos. En el final de Superman, Superman busca la ayuda de Shazam para ayudarlo a prepararse para cualquier tipo de protección contra futuras amenazas mágicas, donde utilizaron el antiguo saber kryptoniano para crear un nuevo disfraz que le otorga a Superman inmunidad a la magia. En el final del Capitán Marvel, el Capitán Marvel fue guiado por Shazam a través de un ritual de concentración para recuperar el control de sus poderes.

- Shazam aparece en Injustice: Dioses entre nosotros. Aparece como una tarjeta de soporte en la versión móvil del juego.

- Shazam aparece como un personaje jugable en Lego DC Super-Villains.